# إيرين غرينوود
إيرين غرينوود (بالإنجليزية: Irene Greenwood )‏ (من مواليد 9 ديسمبر / كانون الأول 1898 - تُوفيت 14 أبريل / نيسان 1992) وهي مذيعة أسترالية وناشطة في مجال حقوق المرأة وناشطة سلام.

## حياتها وتعليمها
ولدت غرينوود في كليرمونت ، أستراليا الغربية في 9 ديسمبر 1898. التحقت جرينوود بمدرسة ألباني ستيت بين عامي 1905 و 1912 ومدرسة بيرث الحديثة بين عامي 1913 و 1917. ثم انتقلت إلى دراسة الفنون في  جامعة ويسترن أستراليا.

## عملها
عملت غرينوود كسكرتيرة في وزارة الزراعة بين عامي 1918 و 1920 حيث التقت بزوجها ، ألبرت إرنست غرينوود ، وكان يعمل محاسباً. تزوجا في 18 يونيو 1920 في الكنيسة الأنجليكانية للبشارة في بروم ، أستراليا الغربية.
بين عامي 1931 و 1935 ، عملت غرينوود كمذيعة في سيدني قبل أن تنتقل إلى بيرث لتعمل في البرامج الإذاعية. تقاعدت غرينوود من البث الإذاعي في عام 1953.
شاركت غرينوود في حركات نسوية من خلال والدتها التي كانت متورطة في اتحاد النساء للاعتدال المسيحي والاتحاد الأسترالي للنساء الناخبات.
شاركت في أول إضراب في بيرث من قبل موظفي الخدمة المدنية في عام 1920. أثناء عملها كمذيعة ، تركزت العديد من برامجها حول معتقداتها السياسية. ازدادت مشاركتها في الحركات النسوية وحركات السلام بعد تقاعدها من الراديو. خلال الستينيات والسبعينيات ، أصبحت مندوبة في المؤتمرات والمنتديات الوطنية وعملت مع الرابطة النسائية الدولية للسلام والحرية حتى وصلت إلى السبعينيات. كما شاركت في تأسيس جمعية تنظيم الأسرة في غرب أستراليا ورابطة إلغاء قانون الإجهاض.
قبل وفاتها في 14 أبريل 1992 ، تبرعت غرينوود بغالبية محاضرها الإذاعية ، وكتبها ، ومجلاتها ، ومراسلاتها الشخصية ، وورقاتها من المنظمات التي شاركت فيها في مكتبة جامعة مردوخ.

## جوائز
حصلت غرينوود على العديد من الجوائز من خلال عملها في الحركات النسوية والسلام. وقد مُنحت وسام الأمم المتحدة لفضية أستراليا للسلام. ووسام اليوبيل الفضي للملكة ؛ وفي عام 1974 تم تعيينها في اللجنة الاستشارية الوطنية لشؤون المرأة. كما كانت أول امرأة تحصل على درجة فخرية من جامعة مردوخ.